# SV Saar 05 Saarbrücken
SV Saar 05 Saarbrücken är en sportklubb i Saarbrücken, Saarland, Tyskland. Klubben startades 1905, och är framför allt berömd för sin friidrottsverksamhet, men man spelar även fotboll.

## Historik
Klubben bildades som Fussball Klub Saarbrücken den 8 maj 1905 och döptes inom tre månader om tillSport-Club Saar 05 Saarbrücken. Från 1919 spelade klubben i Kreisliga Saar, där man blev mästare 1920 och senare gick vidare till sydtyska mästerskapet, där man åkte ur efter gruppspel. I oktober 1933 gick SC med Spielverein 05 Saarbrücken, vilket var resultatet av 1919 års sammanslagning mellan 1. FC Germania 1905 och SpVgg 1906, som blev SV Saar 05 Saarbrücken. Klubben spelade säsongen 1934/1935 i Gauliga Südwest och åkte ur serien efter att ha slutat på sista plats. SV gick samman med Deutscher SC 1939 och blev Deutscher SV Saar 05.
Efter andra världskriget såg de allierade till att alla organisationer i Tyskland upplöstes, så även sportklubbarna. 1945 återbildades klubben som SV Saarbrücken, och blev SV Saar Saarbrücken 1949, och SV Saar 05 Saarbrücken 1951.
1995 och 2001 vann klubben Verbandsliga Saarland, och flyttades upp till Oberliga Südwest.
I augusti 2007 bildade ungdomsavdelningen en egen klubb, SV Saar 05 Jugendfußball, efter interna bråk.
Säsongen 2007/2008 använde tränaren Roland Hippchen icke-registrerade spelare under säsongen, och Saarlands fotbollsförbund stängde av honom. Han fortsatte dock leda laget, och klubben stängdes av från spel i Kreisliga A Halberg. Med nytt lag och ny tränare, Timon Seibert, gick klubben in i Kreisliga B Saarbrücken säsongen 2008/2009., med  Kreisliga B som Saarlands lägsta fotbollsdivision.

## Meriter

### Fotboll
- Kreisliga Saar (I) mästare: 1920
- Kreisliga B Saarbrücken (X) mästare: 2009
- Saarland Cup-mästare: 1988, 1989

### Fotnoter
1. ↑  Fußballverband beendet die Skandal-Ära[död länk] (tyska) Saarbrücker Zeitung – artikel om Saar 05-skandalen, läst: 6 augusti 2008